# Кыргызстан на летних Паралимпийских играх 2020
Кыргызстан на летних Паралимпийских играх 2020, прошедших в Токио 24 августа — 5 сентября 2021 года, был представлен двумя спортсменами в двух видах спорта: лёгкой атлетике и дзюдо.

## Состав сборной
Дзюдо
1. Хайитхон Хусан кызы

 Лёгкая атлетика
1. Арыстанбек Базаркулов

## Дзюдо
| Спортсмен           | Дисциплина        | 1/8 финала                                        | 1/4 финала         | 1/2 финала         | Финал / Матч за 3-е место | Финал / Матч за 3-е место |
| Спортсмен           | Дисциплина        | Соперник Результат                                | Соперник Результат | Соперник Результат | Соперник Результат        | Место                     |
| ------------------- | ----------------- | ------------------------------------------------- | ------------------ | ------------------ | ------------------------- | ------------------------- |
| Хайитхон Хусан кызы | Женщины, до 57 кг | Даяна Федосова (Казахстан) Поражение 0-11 (иппон) | Не прошла          | Не прошла          | Не прошла                 | 9                         |

## Лёгкая атлетика
| Спортсмен             | Дисциплина         | Результат | Место |
| --------------------- | ------------------ | --------- | ----- |
| Арыстанбек Базаркулов | Мужчины, ядро, F34 | 8.10      | 10    |